# Oxyopes chiapas
Oxyopes chiapas là một loài nhện trong họ Oxyopidae.
Loài này thuộc chi Oxyopes. Oxyopes chiapas được George Stewardson Brady miêu tả năm 1975.